# Pycnonemosaurus
Pycnonemosaurus („ještěr z hustého lesa“) byl rod středně velkého masožravého dinosaura (teropoda) z čeledi Abelisauridae a kladu Furileusauria. Žil v období svrchní křídy (asi před 70 miliony let) na území dnešní Brazílie (Cambebe, stát Mato Grosso).

## Materiál a taxonomie

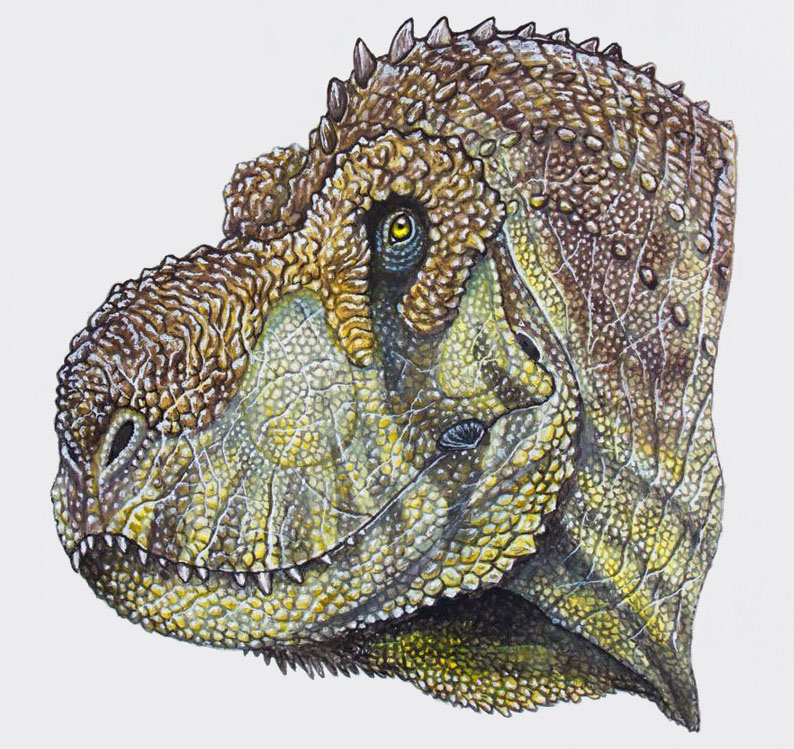
Pycnonemosaurus - rekonstrukce hlavy.

Tento teropod je v současnosti znám pouze podle nekompletní fosilní kostry, sestávající z 5 zubů, části sedmi ocasních obratlů, distální části pravé stydké kosti, pravé holenní kosti a části pravé lýtkové kosti. Holotyp nese označení DGM 859-R. Tvar stydké kosti a výběžku kosti holenní tohoto dinosaura odlišují od všech ostatních zástupců abelisauridů. Typový druh Pycnonemosaurus nevesi byl formálně popsán paleontology Kellnerem a Camposem v roce 2002. Mezi jeho blízké vývojové příbuzné patřily rody Niebla, Viavenator nebo Caletodraco.

## Paleobiologie
Není jisté, jak velkým dravcem pyknonemosaurus byl. Podle původních odhadů pravděpodobně dosahoval délky kolem 6 až 7 metrů a výšky v kyčlích přes 2 metry (novější výzkum však ukazuje, že mohl dosahovat délky kolem 8,9 metru). Stejně jako ostatní velcí abelisauři představoval nejspíš dominantního predátora ve svém ekosystému. Pohyboval se po silných zadních nohách, přední byly krátké a zakrnělé.

## Paleoekologie
Ve stejném ekosystému byly objeveny také fosilie velkých sauropodních dinosaurů ze skupiny Titanosauria. Jejich mláďata nebo nemocní a staří jedinci mohli představovat potenciální kořist pyknonemosaurů.